# Ларссон, Юхан (футболист)
Ю́хан Э́рик Ли́берт Ла́рссон (швед. Johan Erik Liebert Larsson; род. 5 мая 1990, Чинна) — шведский футболист, защитник, клуба «Эльфсборг». Выступал за сборную Швеции.

## Клубная карьера
Ларссон — воспитанник клуба «Эльфсборг». 15 марта 2010 года в матче против «Ефле» он дебютировал в Аллсвенскан лиге. 22 марта в поединке против «Хальмстада» Юхан сделал «дубль», забив свои первые голы за команду. В 2012 году он стал чемпионом страны, а спустя два года помог «Эльфсборгу» выиграть Кубок Швеции. В 2014 году Юхан был признан лучшим защитником Суперлиги.
В начале 2015 года Ларссон перешёл в датский «Брондбю». 22 февраля в матче против «Ольборга» он дебютировал в датской Суперлиге. 15 марта в поединке против «Оденсе» Юхан забил свой первый гол за «Брондбю».

## Международная карьера
17 января 2014 года в товарищеском матче против сборной Молдовы Ларссон дебютировал за сборную Швеции.

## Достижения
Командные
«Эльфсборг»
- Чемпион Швеции — 2012
- Обладатель Кубка Швеции — 2013/14

«Брондбю»
- Обладатель Кубка Дании — 2017/18